# معبد إيزيس وسيرابيس
كان معبد إيزيس وسيرابيس معبدًا مزدوجًا في روما، إيطاليا، كان مخصصًا للآلهة المصرية إيزيس وسيرابيس في الحرم الجامعي مارتيوس، مباشرة إلى الشرق من سايبتا جوليا. وقف معبد إيزيس، إيزيوم كامبينسي، عبر ساحة من السيرابيوم مخصصة لسيرابيس. تقع بقايا معبد سيرابيس الآن تحت كنيسة سانتو ستيفانو ديل كاكو، ويقع معبد إيزيس شمالها، شرق سانتا ماريا سوبرا مينيرفا. يتكون كلا المعبدين من مزيج من الأساليب المعمارية للمعبدين المصري والهلنستي. استخدم الكثير من الأعمال الفنية التي تزين المعابد زخارف تستحضر مصر، واحتوت على العديد من الأشياء المصرية الأصيلة، مثل أزواج من المسلات بالجرانيت الأحمر أو الوردي من أسوان المصرية.

## تاريخ
ربما تم إدخال العبادة في روما خلال القرن الثاني قبل الميلاد، كما يشهد على ذلك نقشان تم اكتشافهما في هضبة كابيتولين يذكران كهنة كابيتولين إيزيس. أفاد كاسيوس ديو أنه في عام 53 قبل الميلاد أمر مجلس الشيوخ الروماني بتدمير جميع الأضرحة الخاصة داخل بوميريوم المخصصة للآلهة المصرية. ومع ذلك، تم التصويت على المعبد الجديد لسيرابيس وإيزيس من قبل الحكم الثلاثي الثاني في 43 قبل الميلاد. تم فرض إجراءات قمعية ضد الطوائف المصرية من قبل أغسطس قيصر في 28 قبل الميلاد، ماركوس فيبسانيوس أغريبا في 21 قبل الميلاد، وتيبريوس الذي أعدم كهنة الإلهة وألقى تمثال العبادة في نهر التيبر في عام 19 بعد الميلاد.
تم إعادة تنصيب العبادة رسميًا في وقت ما بين عهد كاليجولا و 65 بعد الميلاد، واستمر ممارستها حتى نهاية الفترة الإمبراطورية المتأخرة، عندما تم حظر جميع الطوائف الوثنية وأصبحت المسيحية هي الدولة دين الإمبراطورية الرومانية.
التاريخ الدقيق لبناء الحرم في الحرم الجامعي مارتيوس غير معروف، ولكن اقترح أنه تم بناؤه بعد فترة قصيرة من تصويت الحكم الثلاثي الثاني في 43 قبل الميلاد، بين 20 و 10 قبل الميلاد، أو في عهد كاليجولا (37-41 م). كما أعاد دوميتيان بناء المجمع بأكمله بعد تدميره في حريق عظيم عام 80، ثم تم ترميمه لاحقًا بواسطة سيفيروس ألكسندر. إذا كان لا يزال قيد الاستخدام خلال القرن الرابع، لكان قد تم إغلاقه أثناء اضطهاد الوثنيين في أواخر الإمبراطورية الرومانية.
أدى حريق في القرن الخامس الميلادي إلى تدمير الهيكل، ومن المحتمل أن تكون بقاياه الأخيرة قد دمرت في القرون التالية، على الرغم من أن أجزاء منه (مثل قوسي المدخل) ربما بقيت حتى العصور الوسطى.

## التنسيب والعمارة
يذكر جوفينال أن المعبد يقف بجوار سايبتا جوليا، وهو موضع أكده الرسم على شكل مدينة روما الذي يُظهر الجزء الجنوبي الذي يشتمل على حنية نصف دائرية، وفناء محاط بأروقة على الجانبين الشمالي والجنوبي بمدخل إلى الشرق.
من الصعب جمع بيانات أكثر دقة حول الجانب الأصلي للحرم، حيث تم محو هندسته بالكامل من خلال المباني اللاحقة والتعديلات التي أدخلت على المنطقة. تقترح إعادة الإعمار المقبولة عمومًا أن المنطقة بأكملها كانت عبارة عن مستطيل بقياس 220 × 70 مترًا يتكون من آبار ومسلات وتماثيل مصرية، جنبًا إلى جنب مع معبد صغير لإيزيس في القسم الشمالي.

## تصوير
الصور الوحيدة المعروفة للمقدس بصرف النظر عن الخطة الموجودة على شكل المدينة هي أربعة ديناريوس تم سكها خلال عهود فيسباسيان ودوميتيان. تُظهر العملة الأقدم معبدًا كورنثيًا صغيرًا على المنصة، مع هيكل على الطراز المصري به قرص شمسي وصل يعلوه قوس يظهر إيزيس سوثيس يركب الكلب سيريوس. تؤطر الأعمدة تمثال عبادة الإلهة داخل السيلا. يظهر المعبد مختلفًا قليلاً في إصدار لاحق، حيث يكون له سقف مسطح، لكن وجود تمثال عبادة مماثل يسمح بالتعرف على نفس المعبد. عملة أخرى يُظهر معبدًا على شكل رباعي على المنصة مع قمة مسطحة، وهيكل مشابه مع تلة، يُفسَّر على أنه معبد سيرابيس. يصور آخر ديناريوس قوسًا من ثلاثة أضلاع يمكن أن يكون الصنوبر إلى الحرم. يوجد قوس مشابه به نقش ARCVS AD ISIS في أحد النقوش البارزة من ضريح هاتيري في القرن الثاني الميلادي. تم التعرف على هذا الهيكل مع قوس كارمينانو، الذي كان يقف عبر Via Labicana وتم تفكيكه في عام 1595، والذي كان سيشكل المدخل الشرقي للحرم الذي بناه فيسباسيان. كما تم اقتراح إمكانية الوصول إلى المنطقة من الغرب من خلال قوس رباعي الأسطوانات بناه هادريان، وهو الآن جزء من حنية كنيسة سانتا ماريا سوبرا مينيرفا..
تم اكتشاف العديد من Aegyptiaca، ربما قادمة من الحرم، في المنطقة. من بينها، هناك أربعة أزواج من المسلات: مسلة البانثيون، والمسلة الموجودة في فيلا سيليمونتانا، والمسلة في ساحة ديلا مينيرفا، والمسلة الموجودة على النصب التذكاري لمعركة دوغالي، والمسلة الموجودة على نافورة الأنهار الأربعة في ساحة نافونا؛ دُفنت مسلة واحدة بالقرب من كنيسة سان لويجي دي فرانشيسي؛ أخيرًا، تم إحضار اثنين آخرين إلى خارج روما بعد العصور القديمة: أحدهما في حدائق بوبولي (فلورنسا) والآخر في أوربينو. تشمل القطع الأثرية الأخرىماداما لوكريزيا، التي يعتبرها بعض العلماء جزءًا من زخرفة الحرم أو من أصل معبد إيزيس؛ القدم الرخامية التي تحمل الاسم نفسه لـ Via del Piè di Marmo؛ ثلاثة أعمدة بها أفاريز تمثل كهنة مصريين؛ العديد من التيجان المصرية على شكل لوتس؛ متحف الفاتيكان كوز الصنوبر. تمثال النيل في متاحف الفاتيكان، وتمثال نهر التيبر مع رومولوس وريموس؛ تمثال تحوت مثل قرد البابون. وربما تماثيل الأسود تزين الآن فونتانا ديل أكوا فيليسوالدرج المؤدي إلى ساحة ساحة كامبيدوجليو وتمثال قطة في Via della Gatta المجاورة جنبًا إلى جنب مع لوحة بيمبين.

## تماثيل العبادة

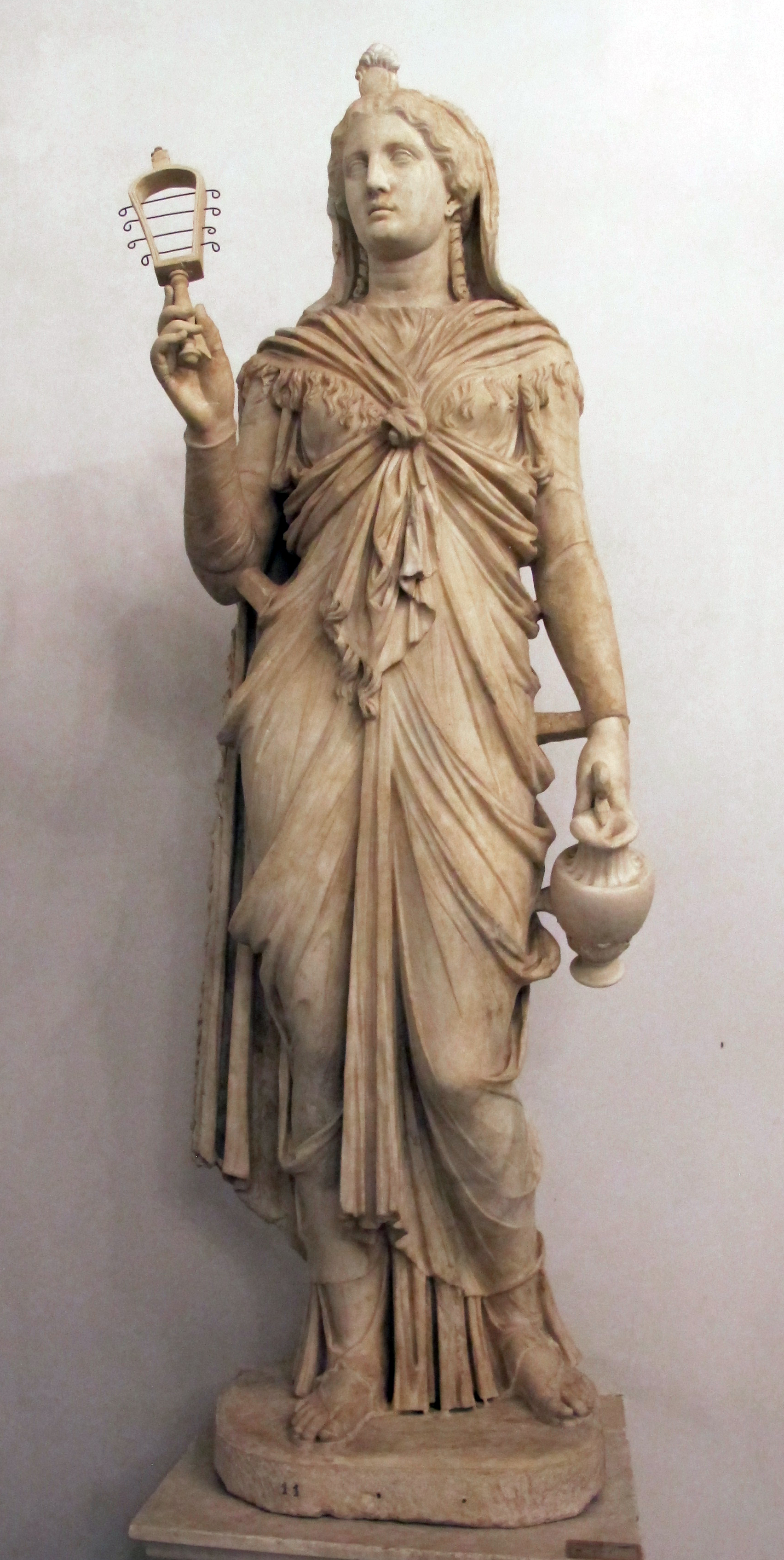
تمثال إيزيس في متاحف كابيتولين.

تم اقتراح أن تمثال عبادة إيزيس ربما كان مشابهًا للتمثال الموجود حاليًا في متاحف كابيتولين بناءً على صور التمثال الموجود على العملات المعدنية.
من البقايا المحتملة الأخرى لتمثال عبادة من الحرم رأس سيرابيس في متاحف كابيتولين وتمثال سيربيروس في فيلا ألباني.